# Great Bend (Dakota del Nord)
Great Bend és una població dels Estats Units a l'estat de Dakota del Nord. Segons el cens del 2000 tenia 118 habitants.

## Demografia
Segons el cens del 2000, Great Bend tenia 118 habitants, 40 habitatges, i 33 famílies. La densitat de població era de 79,9 hab./km².
Dels 40 habitatges en un 42,5% hi vivien nens de menys de 18 anys, en un 72,5% hi vivien parelles casades, en un 5% dones solteres, i en un 17,5% no eren unitats familiars. En el 17,5% dels habitatges hi vivien persones soles el 2,5% de les quals corresponia a persones de 65 anys o més que vivien soles. El nombre mitjà de persones vivint en cada habitatge era de 2,95 i el nombre mitjà de persones que vivien en cada família era de 3,33.
Per edats la població es repartia de la següent manera: un 32,2% tenia menys de 18 anys, un 7,6% entre 18 i 24, un 28% entre 25 i 44, un 16,9% de 45 a 60 i un 15,3% 65 anys o més.
L'edat mediana era de 36 anys. Per cada 100 dones de 18 o més anys hi havia 122,2 homes.
La renda mediana per habitatge era de 63.333 $ i la renda mediana per família de 66.250 $. Els homes tenien una renda mediana de 31.786 $ mentre que les dones 33.750 $. La renda per capita de la població era de 18.723 $. Cap de les famílies estaven per davall del llindar de pobresa.

## Poblacions més properes
El següent diagrama mostra les poblacions més properes.